# La Chapelle-des-Pots
La Chapelle-des-Pots é uma comuna francesa na região administrativa da Nova Aquitânia, no departamento de Charente-Maritime. Estende-se por uma área de 10,27 km². Em 2010 a comuna tinha 1 030 habitantes (densidade: 100,3 hab./km²).